# Magnificat (Bruckner)
Das Magnificat, WAB 24 ist eine Vertonung des Magnificat für gemischten Chor und Solisten, Orchester und Orgel, komponiert von Anton Bruckner im Jahr 1852.

## Entstehung und Stellung im Gesamtwerk
Bruckner komponierte das Werk für die Vespergottesdienst des Festes Mariä Himmelfahrt. Er widmete das Werk Ignaz Traumihler, dem Kantor des Stifts Sankt Florian.
Das Werk wurde am 15. August 1852 im Stift Sankt Florian uraufgeführt. Obwohl Traumihler ein glühender Anhänger des Cäcilien-Verbands war, blieb das Werk im Repertoire des Stifts. Weitere Aufführungen fanden am 25. Dezember 1852, 15. Mai 1854, 25. Dezember 1854 und 27. Mai 1855 statt.
Das Werk, dessen Manuskript im Archiv des Stifts Sankt Florian aufbewahrt wird, wurde erstmals in Band II/2, S. 99–110 der Göllerich/Auer-Biographie veröffentlicht. Es wurde 1996 von Paul Hawkshaw in Band XX/3 der Bruckner-Gesamtausgabe herausgegeben.
Am 25. Juni 2017 erschien eine Neuausgabe der Partitur von Benjamin-Gunnar Cohrs, vorbereitet für die Anton Bruckner Urtext Gesamtausgabe. Sie wurde von Łukasz Borowicz mit dem RIAS Kammerchor und der Akademie für Alte Musik Berlin uraufgeführt.

## Musik
Die 77 Takte lange Komposition in B-Dur ist in Allegro moderato für gemischten Chor und Solisten und Orchester (2 Trompeten in B, Pauken und Streicher ohne Bratschen).
Die erste Strophe („Magnificat“) wird von der Sopransolistin gesungen. Die nächsten Strophen werden abwechselnd von den Solisten und dem Chor als Arioso gesungen. Auf die Vertonung folgt die Doxologie Gloria Patri, beginnend mit einem Unisono auf „Gloria Patri“, die Zusammenfassung der Melodie der ersten Strophe auf „Sicut erat“, und schließt mit einer 23 Takte langen Amen-Fuge. Durchschnittliche Dauer: 5 Minuten.
Der Einfluss von Mozart offenbart sich im Vergleich zu Mozarts Vespern KV 321 und KV 339, was sich äußerlich schon an der für die Entstehungszeit ungewöhnlichen Streicherbesetzung des Kirchentrios (ohne Bratschen) zeigt.

## Diskografie
Bruckners Magnificat wurde 1984 erstmals auf Tonträger eingespielt:
- Jürgen Jürgens, Anton Bruckner - Music of the St. Florian Period, Monteverdi-Chor und Israel Chamber Orchestra – LP: Jerusalem Records ATD 8503 (Bruckner Archive Production), 1984. Für diese Aufführung wurde eigens eine Partitur von William Carragan und David Aldeborgh vorbereitet.[10] Diese lange vergriffene LP wurde von John Berky auf CD übertragen: BSVD-0109, 2011

Es gibt drei weitere Aufnahmen dieses Werkes:
- Franz Farnberger, Anton Bruckner in St. Florian - Requiem und Motetten, St. Florianer Sängerknaben und Instrumentalensemble St. Florian – CD: Studio SM D2639 SM 44, 1997. Diese Aufführung, die im Stift Sankt Florian aufgeführt wurde, vermittelt dem Zuhörer einen Hauch von Authentizität.
- Thomas Kerbl, Anton Bruckner – Lieder | Magnificat, Chorvereinigung Bruckner 2011 und Kammerorchester der Anton Bruckner Privatuniversität – CD: Bruckner Haus LIVA 046, 2011[11]
- Łukasz Borowicz, RIAS Kammerchor, Akademie für Alte Musik Berlin, Raphael Alpermann (Orgel), Anton Bruckner – Missa solemnis – CD: Accentus ACC 30429, 2017 (Cohrs Ed.)